# Ryanggang Hot’el
Das Ryanggang Hot’el (량강호텔) ist ein 1989 eröffnetes "First Class" Hotel in Pjöngjang. Es besteht aus zwei Hauptgebäuden und nimmt ein ca. 33.000 m² großes Areal ein. Insgesamt verfügt es über 330 Zimmer. Für die Gäste gibt es ein Drehrestaurant, Bibliothek, Billardräume sowie einen kleinen Laden.
Es befindet sich im Stadtbezirk Mangyŏngdae-guyŏk im Ortsteil Sonnae-dong. Neben dem Hotel befindet sich das Seosan-Fußballstadion und gegenüber der Taedong-gang.